# Krumnäbb
Krumnäbb (Ancistrops strigilatus) är en fågel i familjen ugnfåglar inom ordningen tättingar.

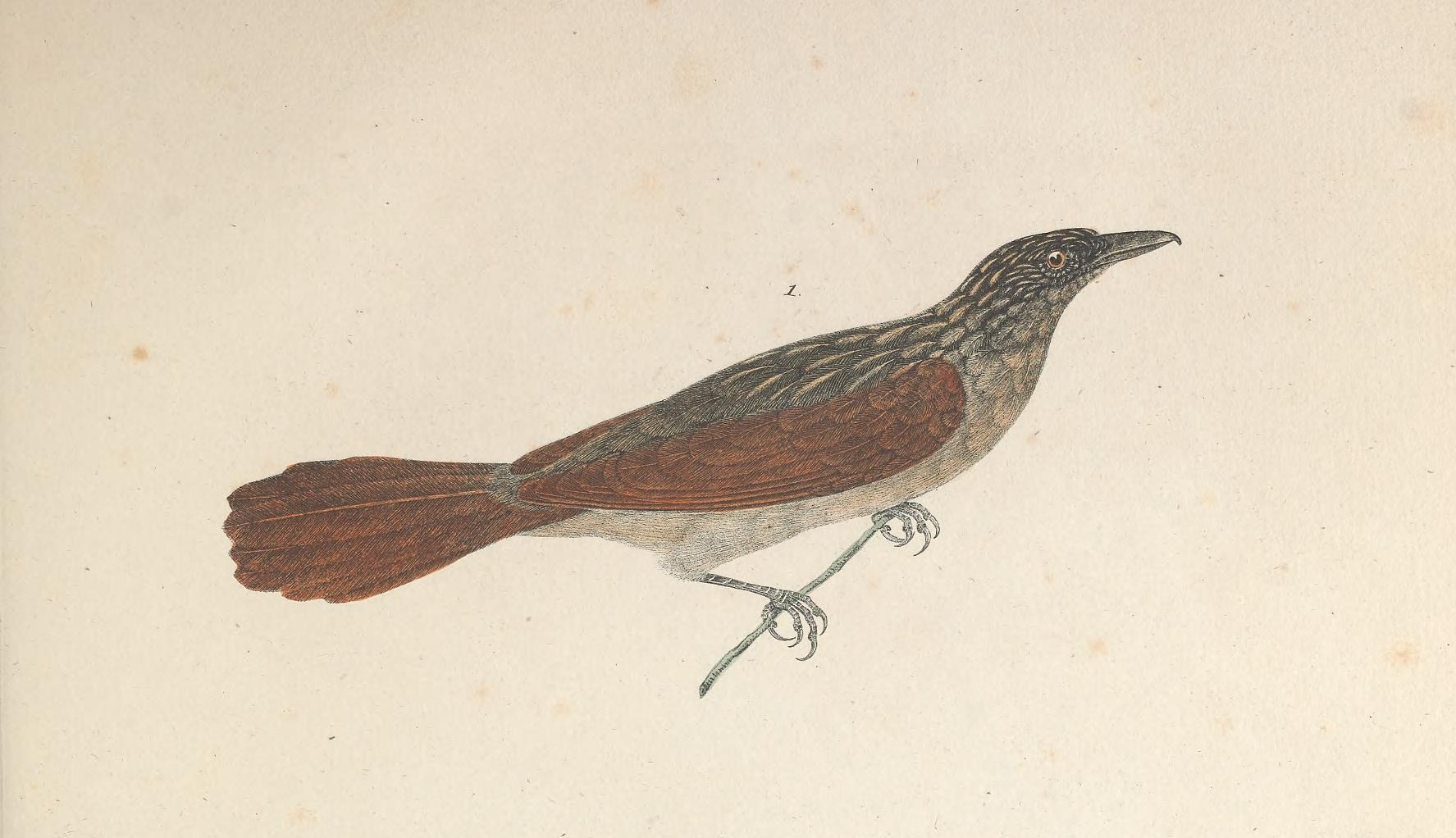

## Utseende
Krumnäbben är en streckad fågel med en liten krok längst ut på näbben. Fjäderdräkten är ljust beigebrun med tydlig längsstreckning från huvudet bak på ryggen och ner på bröstet. Vingar och stjärt är roströda. 

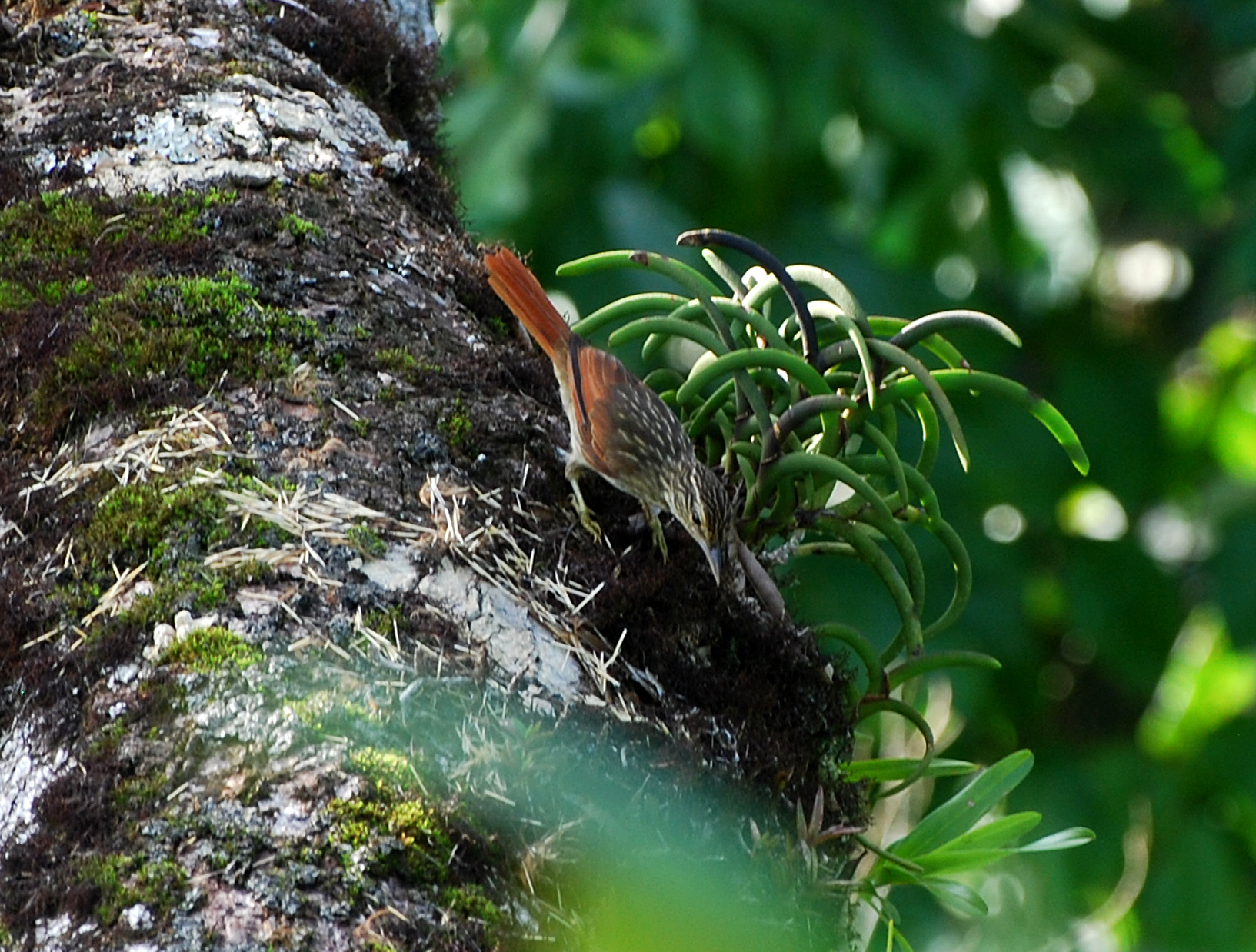

## Utbredning och systematik
Krumnäbb placeras som ensam art i släktet Ancistrops. Den behandlas antingen som monotypisk eller delas in i två underarter med följande utbredning:
- Ancistrops strigilatus strigilatus – förekommer i västra Amazonområdet i sydöstra Colombia, nordvästra Bolivia och västra Brasilien
- Ancistrops strigilatus cognitus – förekommer i centrala Brasilien (området kring floden Rio Tapajós lägre lopp)

## Levnadssätt
Krumnäbben är vanligast i bergsskogar, men kan också tillfälligtvis hittas i högrest skog i säsongsmässigt översvämmade områden på lägre nivåer. Den födosöker på medelhög till hög höjd i skogen i artblandade flockar, varvid den håller kroppen horisontellt när den kryper utmed grenar.

## Status
Arten har ett stort utbredningsområde och beståndet anses stabilt. Internationella naturvårdsunionen IUCN listar den därför som livskraftig (LC).